# Gorliz
Gorliz és un municipi de Biscaia, a la comarca d'Uribe. Comprèn els barris d'Uresaranse, Andra-Mari, Gandia, Fano i l'anteiglesia d'Elexalde

## Llocs d'interès
Sens dubte, una de les majors atraccions del municipi és la seva platja i una pineda propera a aquesta. Cap destacar la seva església de la Puríssima Concepció, fundada en el segle x i remodelada en 1781, així com l'ermita de Andra Mari. En el cap Villano, a uns 30 minuts del centre urbà, es pot gaudir d'unes magnífiques vistes al costat del far. En aquesta zona existeixen canons i galeries subterrànies construïdes després de la Guerra Civil Espanyola pel règim de Franco, utilitzant presoners de guerra del bàndol republicà, en previsió d'un hipotètic desembarcament dels Aliats després de la Segona Guerra Mundial que mai va arribar a produir-se.

## Festes
La festa principal del poble se celebra el 25 de juliol, dia de Santiago.